# The Drummer's Umbrella
The Drummer's Umbrella è un cortometraggio muto del 1913. Il nome del regista non viene riportato nei credit del film che, prodotto dalla Essanay Film Manufacturing Company e distribuito dalla General Film Company, aveva come interpreti Billy Mason, Ruth Hennessy, Robert Bolder, Charles J. Stine, Gertrude Forbes.

## Trama
Una ragazza in difficoltà viene aiutata da due passanti che le prestano un ombrello.

## Produzione
Il film fu prodotto dalla Essanay Film Manufacturing Company.

## Distribuzione
Distribuito dalla General Film Company, il film - un cortometraggio in split reel lungo 150 metri - uscì nelle sale cinematografiche degli Stati Uniti il 1º luglio 1913. Nelle proiezioni, veniva programmato con il sistema dello split reel, accorpato in un'unica bobina con un altro cortometraggio, la commedia Re-Tagged.